# Conestabile del Portogallo
Il Conestabile del Portogallo (in portoghese Condestável de Portugal) fu una carica creata da Re Ferdinando I del Portogallo nel 1382, per sostituire l'Alfiere a capo dell'Esercito Portoghese. Veniva anche chiamato Conestabile del Regno (Condestável do Reino).
Il Conestabile era la seconda persona più potente del Regno, dopo il Re del Portogallo. Il Conestabile aveva il compito di comandare l'esercito in assenza del Re e di mantenere la disciplina nell'esercito; era presente in tutti i tribunali militari.
Dopo il regno di Giovanni IV del Portogallo (1640-1656), il titolo cessò di avere responsabilità militari o amministrative, diventando un titolo onorifico.

## Elenco dei primi tre conestabili del Portogallo
1. Álvaro Pires de Castro, 1°Conte di Arraiolos e 1° Conte di Viana do Castelo (fratello di Inés de Castro) (1310-1384)
2. Nuno Álvares Pereira, come Santo Condestável, San Nuno de Santa Maria, o semplicemente Nun'Álvares , 38° Lord ciambellano del Portogallo (al re Giovanni I), 2°Conte di Arraiolos, 3°Conte di Ourém e 7° Conte di Barcelos (1360-1431)
3. João del Portogallo, Infante del Portogallo e Signore di Reguengos, Colares e Belas (1400-1442).

- Gli altri conestabili[1]